# Kata galea
Kata galea är en plattmaskart som beskrevs av Ax och Sopott-Ehlers 1987. Kata galea ingår i släktet Kata och familjen Otoplanidae.
Artens utbredningsområde är Karibiska havet. Inga underarter finns listade i Catalogue of Life.